# 1948年7月1日国鉄ダイヤ改正
1948年7月1日国鉄ダイヤ改正（1948ねん7がつ1にちこくてつダイヤかいせい）では、1948年（昭和23年）7月1日に運輸省線（国鉄・省線）で実施されたダイヤ改正について著述する。

## ダイヤ改正の背景
1945年（昭和20年）8月に日本がポツダム宣言を受諾した後、日本の鉄道は連合国軍最高司令官総司令部(GHQ/SCAP)第3鉄道輸送司令部(MRS)の管理下におかれ、その下部組織である地区司令部(DTO)と鉄道司令部(RTO)が実際の輸送司令を行った。国鉄に限らず私鉄でもそうであったが、連合軍専用列車などの輸送は何においても優先とされ、良い車両（食堂車・寝台車・展望車）は多くが接収されて専用列車に充当された。
その一方、日本人向け列車の方は連合軍の接収や戦災による車両不足、中国・朝鮮方面から来た炭鉱夫が帰国したことなどに起因する石炭不足によって列車が削減される一方、買出しや復員などにより急激に乗客数は増加したため、どれも荒廃・殺人的混雑といった状況が続いていた。特に石炭不足による影響は大きく、1947年（昭和22年）1月から4月の間には二等車と急行列車が全廃される事態も迎え、鉄道だけでなく日本の復興も遅らせていた。
鉄道の復興が軌道に乗り始めたのは1947年（昭和22年）4月改正で、以後各線で急行列車・準急列車が新設されるようになっていった。
この1948年（昭和23年）7月改正はそのような復興の勢いを更に加速させるもので、全面的に列車の配列や時刻を見直す戦後初の白紙ダイヤ改正となった。

## 改正の内容

### 列車増発と一部列車の速度低下
基本的には各線で準急列車・急行列車などが増発され、新たに優等列車の新設された路線も現れた。
しかしまだ石炭の質や量などの状況が安定していなかったことから、東海道本線などの各線で既に設定されていた優等列車に関しては、余裕を持たせて不足時に対応させようという意味から、速度低下が起こっている。
またこの時新設された列車の多くは「不定期列車」とし、石炭事情の良い時に限り運転されるようにするなど、「石炭状況」に左右される鉄道事情の色合いがまだ残った改正といえた。しかしこの結果「列車の削減」は、以前より発生しなくなっていったのである。
この時の改正で優等列車の設定された路線は、以下の各線である。
- 北海道
  - 函館本線
- 東北地方
  - 東北本線・常磐線・羽越本線・奥羽本線
- 関東地方・甲信越地方・北陸地方
  - 高崎線・信越本線・上越線・中央本線・北陸本線（日本海縦貫線）
- 東海地方・近畿地方・中国地方
  - 東海道本線・山陽本線・呉線・紀勢西線・福知山線・山陰本線
- 四国
  - 予讃本線・土讃本線
- 九州
  - 鹿児島本線・長崎本線・佐世保線・大村線・日豊本線

なお上記の内、中央本線や紀勢本線・予讃本線・土讃本線などは、このダイヤ改正で初めて有料の優等列車が設定された路線となった。